# Pseudorbitoididae
Pseudorbitoididae es una familia de foraminíferos bentónicos de la superfamilia Rotalioidea, del suborden Rotaliina y del orden Rotaliida. Su rango cronoestratigráfico abarca desde el Campaniense hasta el Maastrichtiense (Cretácico superior).

## Clasificación
Pseudorbitoididae incluye a las siguientes subfamilias y géneros:
- Subfamilia Pseudorbitoidinae
  - Conorbitoides †
  - Historbitoides †
  - Pseudorbitoides †
  - Rhabdorbitoides †
  - Sulcorbitoides †
- Subfamilia Vaughanininae
  - Aktinorbitoides †
  - Ctenorbitoides †
  - Vaughanina †
- Subfamilia Pseudorbitellinae
  - Asterorbis †
  - Orbitocyclina †

Otros géneros considerados en Pseudorbitoididae son:
- Cryptasterorbis † de la subfamilia Pseudorbitellinae, aceptado como Asterorbis
- Pseudorbitella † de la subfamilia Pseudorbitellinae, aceptado como Orbitocyclina